# Thomas Wright (astronome)
Pour les articles homonymes, voir Thomas Wright et Wright.
Thomas Wright (1711 - 1786) était un astronome britannique, mathématicien, fabricant d'instruments, architecte et concepteur de jardins.

## Biographie
Wright, né à Byers Green dans le comté de Duhram en Angleterre, est le troisième fils de John and Margaret Wright.
Son père est charpentier.
Il fait l'école à la maison à cause d'un défaut d'élocution, puis à la King James I Academy. En 1725, il commence son apprentissage pour la fabrication d'horloges auprès de Bryan Stobart dans la paroisse de Bishop Auckland, tout en continuant d'étudier par lui-même. Il suit également des cours sur les mathématiques et la navigation à l'école libre (free school) fondée par le Dr. Theophilus Pickering dans la paroisse de Gateshead. Puis, Wright se rend à Londres pour étudier la fabrication d'instruments de mathématiques auprès de Heath et Sisson. Il fait aussi un voyage en mer qui le mène à Amsterdam. En 1730, il fonde une école à Sunderland, où il enseigne les mathématiques et la navigation.
Plus tard, il retourne dans le comté de Durham pour y construire un petit observatoire à Westerton.

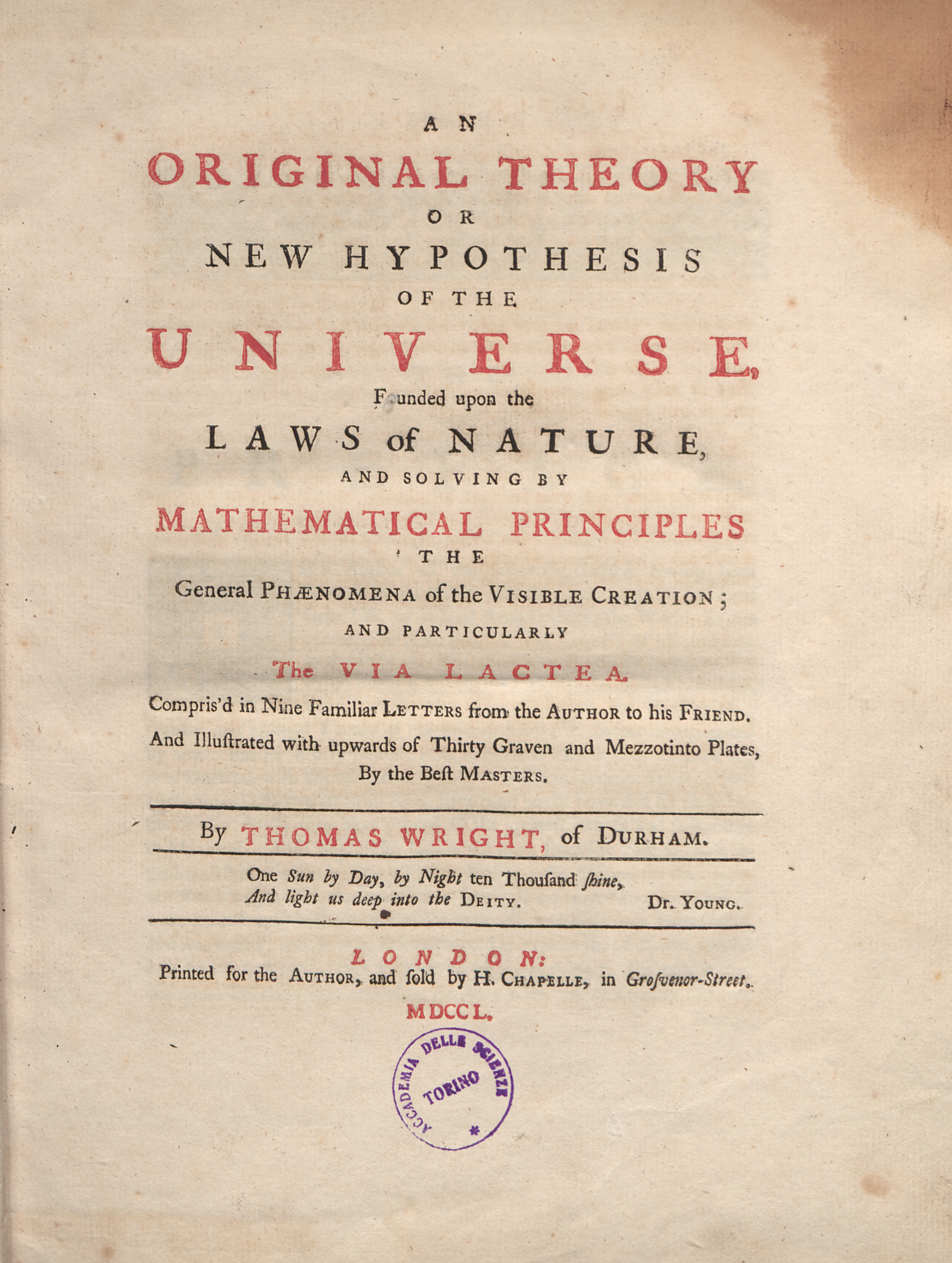
An Original Theory or New Hypothesis of the Universe

Wright est connu pour son ouvrage An original theory or new hypothesis of the universe (Une théorie originale ou une nouvelle hypothèse sur l'univers) publié en 1750, dans lequel il explique l'apparence de la Voie lactée comme étant un effet optique dû à l'immersion de la Terre dans une couche plate composée d'étoiles de faible luminosité. Cette idée sera ensuite reprise et développée par Emmanuel Kant.
Il a rédigé le premier rapport sur les anneaux de Buckland après avoir visité le site en 1743.